# Historia Norwegii
We wczesnym średniowieczu, w połowie I tysiąclecia doszło do uformowania z plemion północnogermańskich małych państw plemiennych, w których główną rolę pełniły wiece wolnych mężczyzn zwane tingami. W VII w. z powodu przeludnienia oraz wewnętrznych wojen (m.in. ważna bitwa pod Hafrsfjord ok. roku 872) Normanowie zaczęli dokonywać wypraw morskich rabunkowych, handlowych i kolonizacyjnych. W latach 800-1066 w zasięgu państwa znalazły się Wyspy Owcze, Szetlandy, Orkady, Hebrydy, wyspa Man, niektóre wybrzeża Szkocji, Irlandii i Islandii. Normanowie także założyli osady na Grenlandii, odkryli Amerykę Północną.

## Jednoczenie kraju

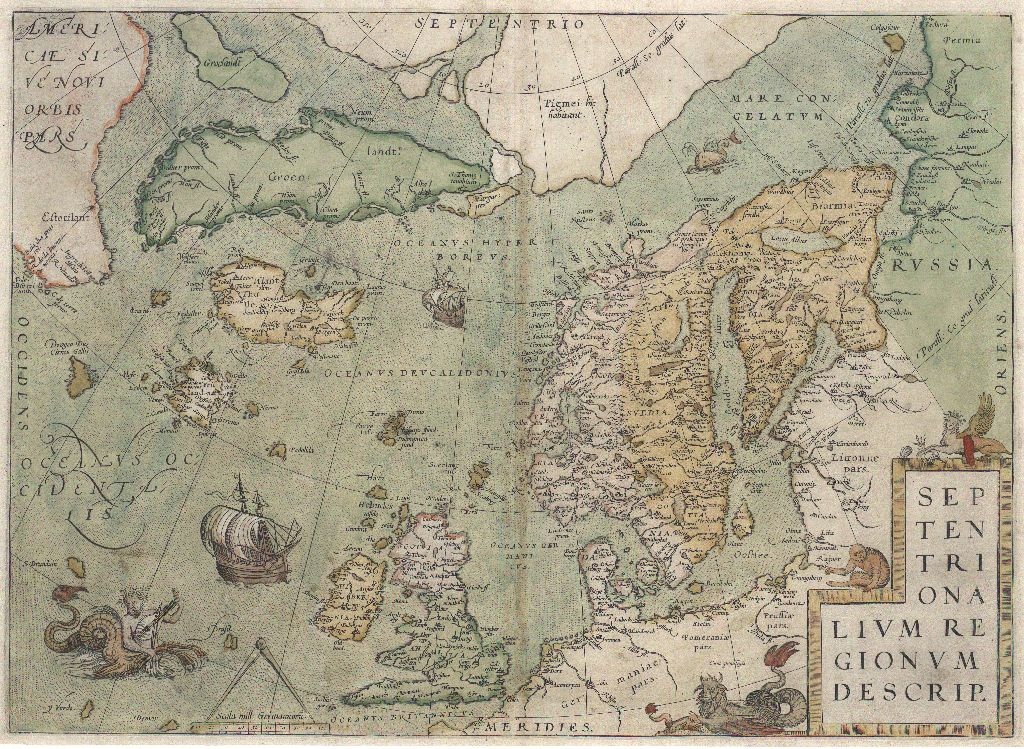
Norwegia, 1570

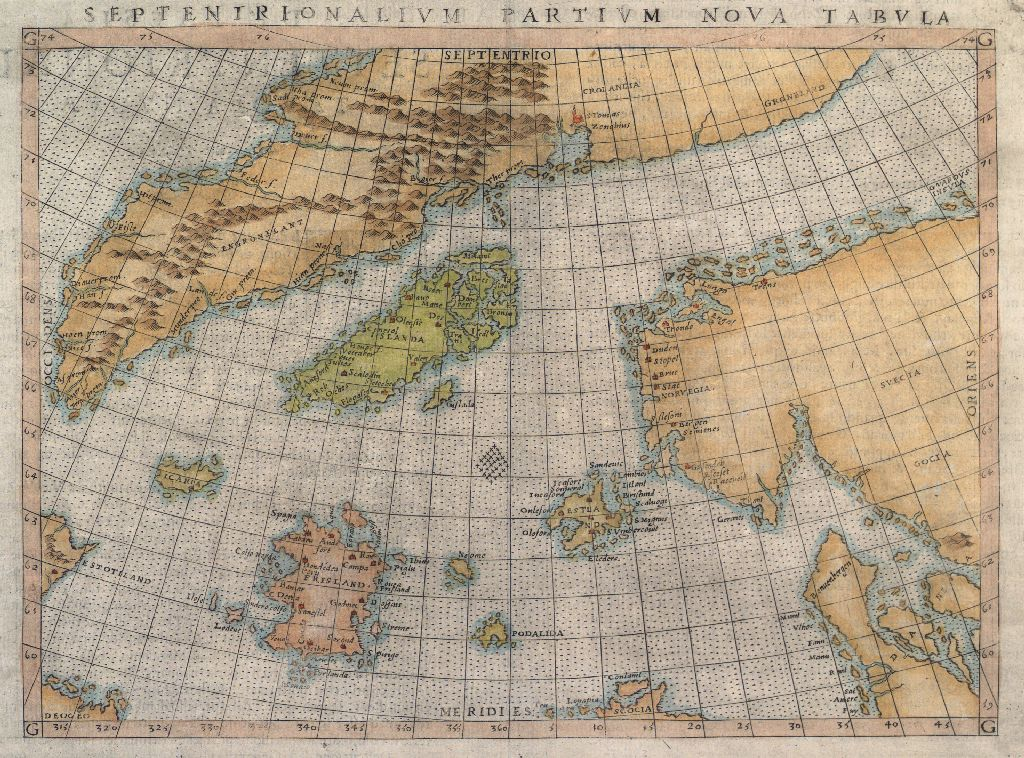
Norwegia, 1599

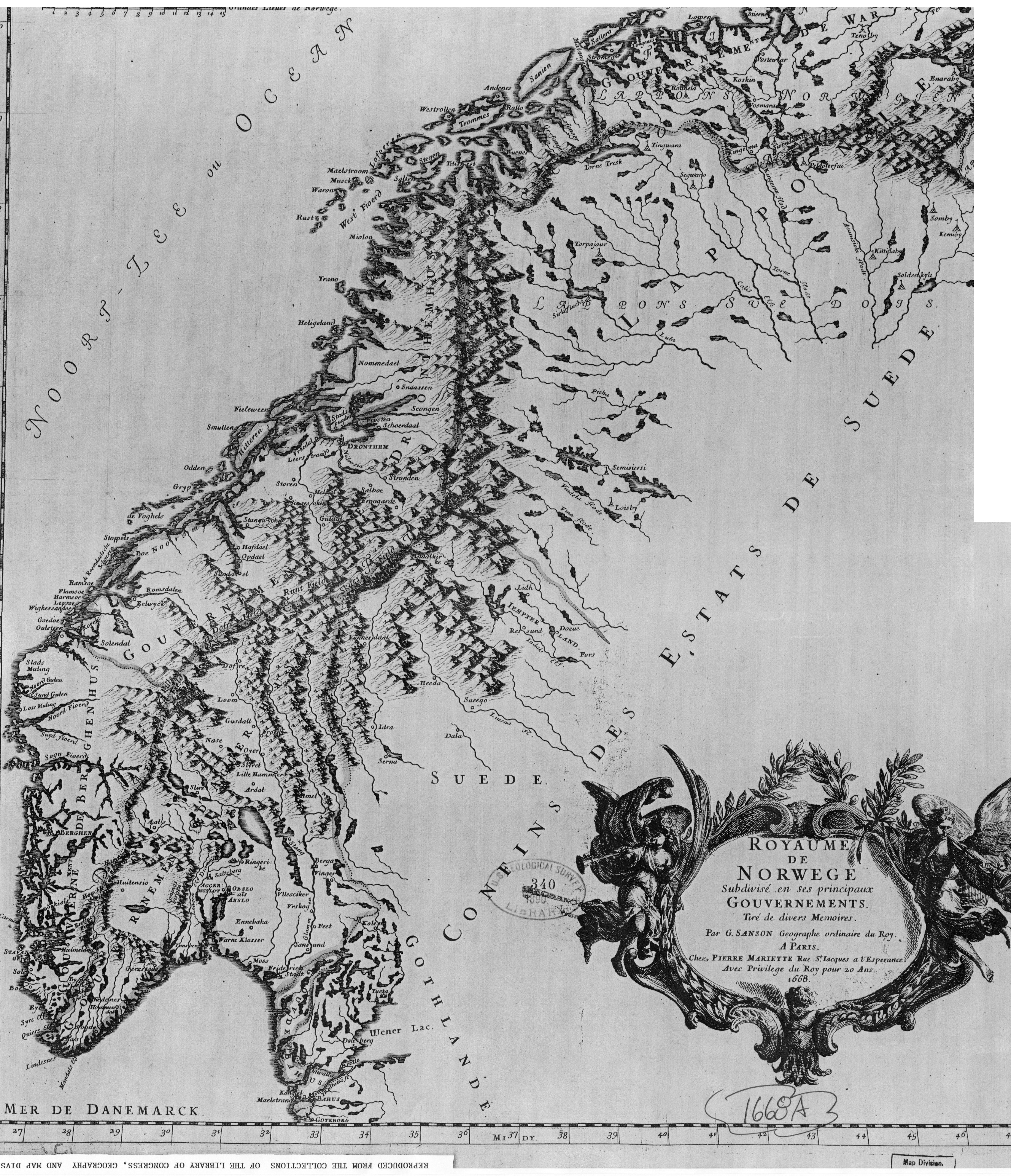
Norwegia, 1668

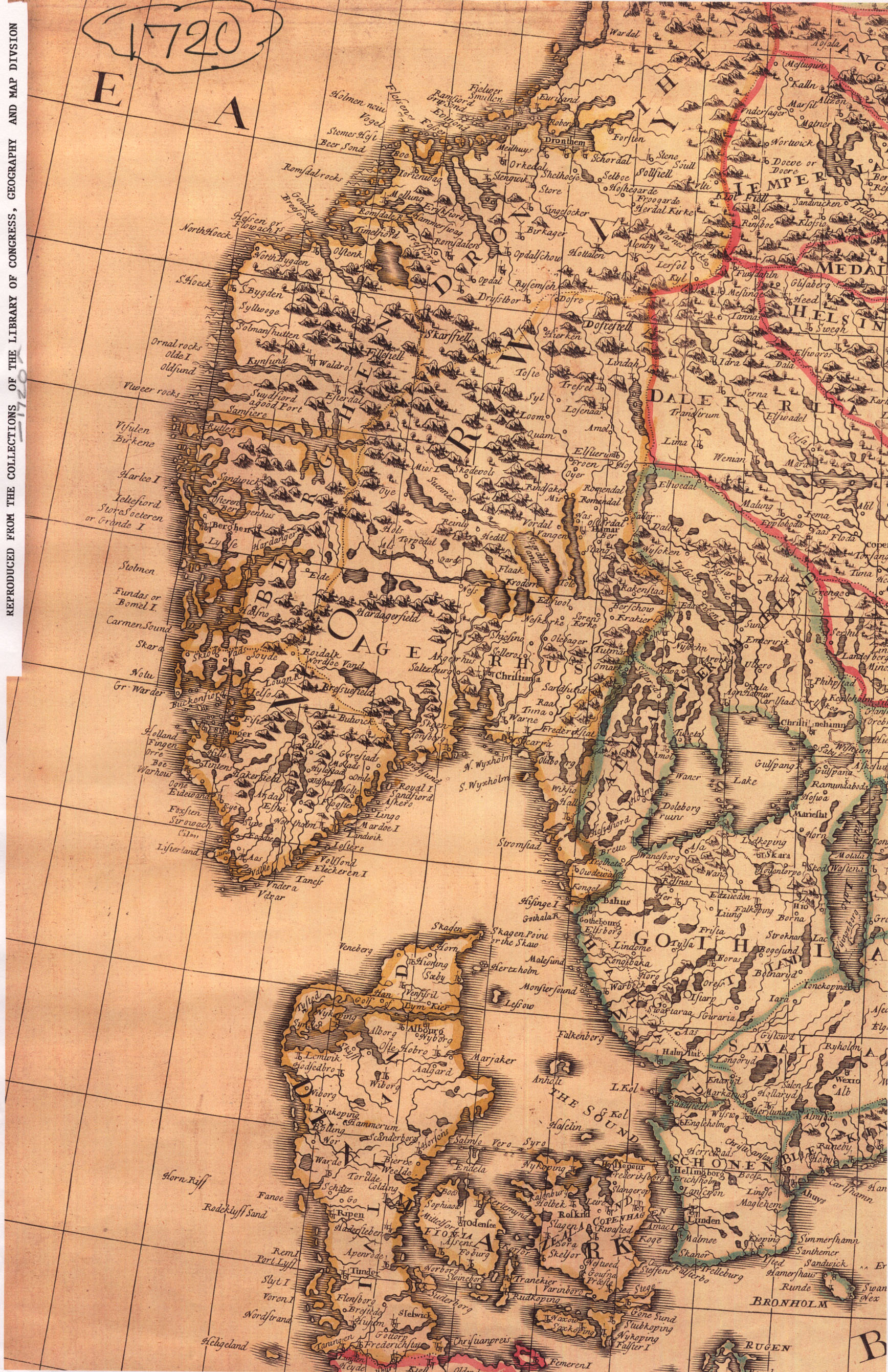
Norwegia, 1720

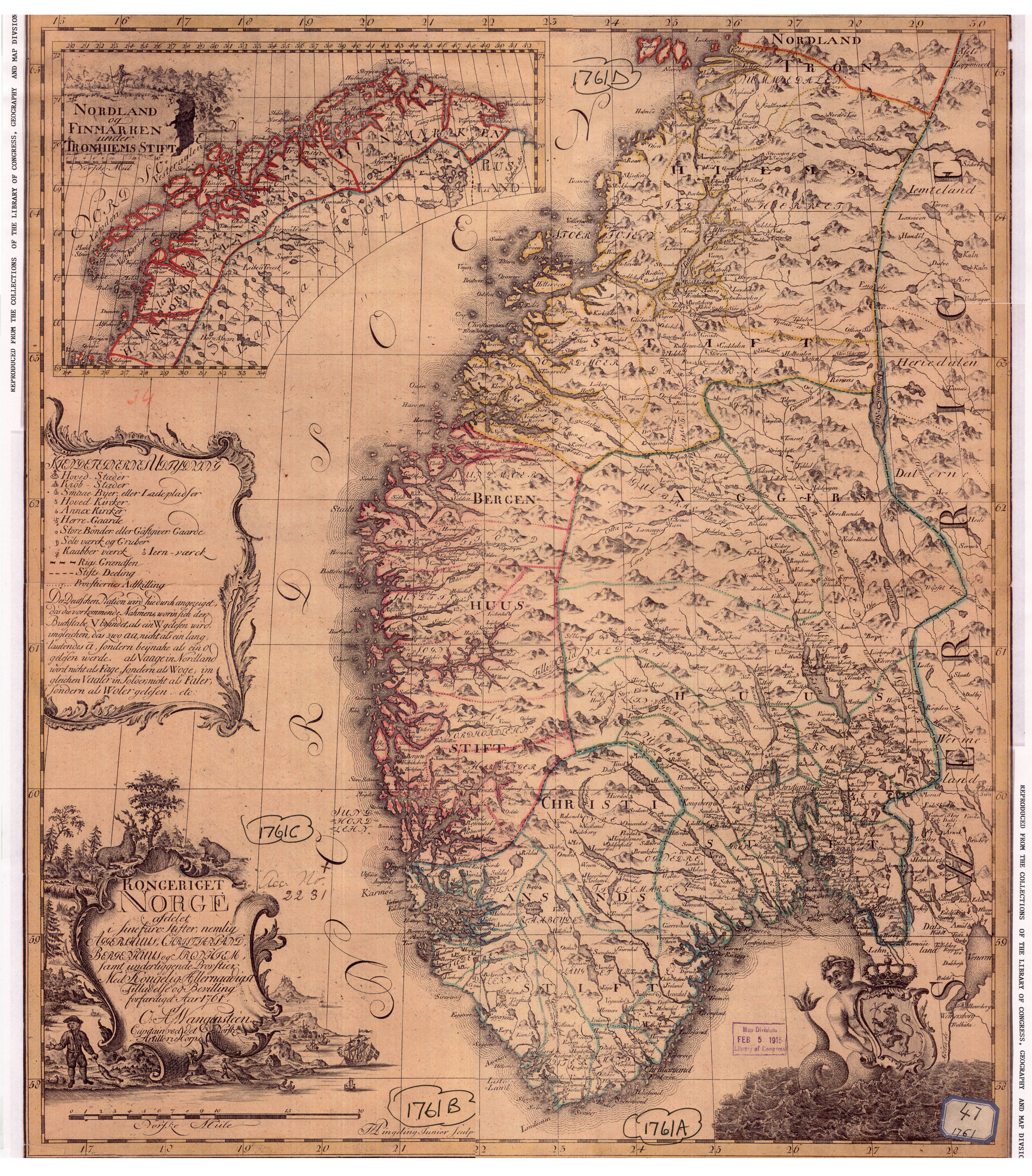
Norwegia, 1720

Określenie „Norwegia” odnosiło się pierwotnie nie do kraju, lecz do szlaku handlowego prowadzącego na północ wzdłuż wybrzeża Półwyspu Skandynawskiego. Brakuje zachowanych informacji o wczesnych organizacjach politycznych na terenie współczesnej Norwegii. Ludy zamieszkujące obszary, które miały swoje nazwy (Agder, Hålogaland, Hordaland, Møre, Rogaland), najprawdopodobniej nie były w jakiś sposób zorganizowane w "plemiona", lecz łączyła je wspólnota terenu zamieszkania. Jedynym wyjątkiem, który prawdopodobnie posiadał rodzaj organizacji politycznej, był obszar Trøndelag, stosunkowo gęsto zaludniony rejon wokół dzisiejszego Trondheim. 
Pierwszym władcą próbującym zjednoczyć Norwegów był Harald Pięknowłosy, którego baza znajdowała się najprawdopodobniej w Sogn. Udało mu się rozciągnąć swoje panowanie na południowo-zachodnią część Norwegii (Vestland). W północnej części władza Haralda była w najlepszym razie symboliczna, a rządzący Trøndelag jarlowie z siedzibą w Lade, mieli też znaczące wpływy w Hålogalandzie i rywalizowali z Haraldem (najistotniejszym z nich był Håkon Grjotgardsson). Z kolei na południu, w Viken, największe wpływy mieli królowie duńscy. W drugiej połowie X w. panowanie nad państwem norweskim przejęli władcy Danii, a wnukowie Haralda Pięknowłosego i Håkon, pełnili funkcję jarlów rządzących w imieniu króla Danii. Panowanie duńskie było dla wielu atrakcyjne, bo oferowało możliwość udziału w zamorskich podbojach. Przyszły wyzwoliciel Norwegii spod panowania duńskiego, Olaf I Tryggvason zyskał wpierw doświadczenie i sławę uczestnicząc w duńskich najazdach na Anglię. Pełną niezależność Norwegia uzyskała za czasów Magnusa I Dobrego, syna Olafa II Haraldssona  i następnie kuzyna Olafa II, Haralda Hårdråde, od którego pochodzili wszyscy późniejsi władcy średniowiecznej Norwegii. 
Trzy czynniki zadecydowały o sukcesie zjednoczenia kraju: zmniejszenie potęgi królów duńskich, osłabnięcie siły północnych jarlów (linia z Lade wymarła w linii męskiej) i chrystianizacja kraju; ta ostatnia nie napotkała większych oporów - śmierć Olafa Haraldssona pod Stiklestad była efektem walk o lokalną dominację, choć w jej wyniku został on kanonizowany jako Św. Olaf (co także zwiększyło prestiż i legitymizację władzy królewskiej). Kościół norweski, ustanowiony za Olafa I i Olafa II, rozwijał się równolegle z centralizacją władzy królewskiej. W XII w. w Norwegii istniało pięć biskupstw (Trondheim, Bergen, Oslo i założone nieco później: Hamar  i Stavanger); założone w 1152 roku arcybiskupstwo Nidaros obejmowało, poza ziemiami norweskimi, także dwa biskupstwa na Islandii, Orkady, Wyspy Owcze i Królestwo Mann i Wysp.
W 1260 została wprowadzona zasada dziedziczności tronu i niepodzielności terytorialnej. W 1261 do Norwegii włączono osady na Grenlandii, a w roku 1262 Islandię. Władza królów panujących w Norwegii była uznawana przez wyspy szkockie. Najdłużej zwierzchnictwo królów uznawały Orkady i Szetlandy. W latach 1274–1276 pierwszy raz skodyfikowano prawo. W XIII wieku gospodarkę kraju podporządkowała sobie Hanza. Spowodowało to zatrzymanie w rozwoju handlu i żeglugi. W XIV w. epidemie chorób spowodowały wyludnienie i pauperyzację norweskich możnowładców, wskutek czego nie mogli wywierać wpływu na władców. W 1319 Norwegia zawarła ze Szwecją unię personalną, która trwała do 1363. W 1380 doszło do unii personalnej z Danią. W 1397 królowa Małgorzata I zawiązała unię 3 królestw skandynawskich zwanych unią kalmarską. W jej skład wchodziły: Szwecja, Dania i Norwegia. W 1523 unia została opuszczona przez Szwecję. Na skutek zawiązania unii norweskimi urzędnikami zostawali ludzie pochodzenia duńskiego albo niemieckiego. W 1536, na skutek decyzji Chrystiana III, Norwegia stała się prowincją duńską, a rok później nową religią panującą został luteranizm. Od 1660 roku w duńsko-norweskim państwie proklamowano absolutyzm.

## XVII-XIX w
W XVII w. na skutek wojen duńsko-szwedzkich, Norwegia utraciła kilka prowincji na rzecz Szwecji (Jämtland, Härjedalen, Bohuslän). W XVII–XVIII w. sytuacja gospodarcza uległa znacznej poprawie. Wykształciło się również norweskie mieszczaństwo. W okresie rewolucji francuskiej 1789–1799 i wojen napoleońskich nastąpiło początkowo znaczne ożywienie norweskiego handlu. Od 1807 na skutek przystąpienia do blokady kontynentalnej Wielkiej Brytanii nastąpił kryzys ekonomiczny. W 1814 po pokonaniu Francji Norwegia na mocy traktatu kilońskiego (oprócz Wysp Owczych, Islandii i Grenlandii) znalazła się pod panowaniem Szwecji. W maju 1814 zwolennicy niepodległości Norwegii ogłosili w Zgromadzeniu Narodowym konstytucję niepodległej Norwegii. Na mocy konstytucji królem Norwegii został Chrystian Fryderyk. Na skutek presji Szwecji, Wielkiej Brytanii i Rosji, abdykował w październiku tego samego roku. Miesiąc później Szwecja i Norwegia zawarły unię personalną, która przetrwała do 1905. Norwegia i Szwecja miały wspólnego monarchę, politykę zagraniczną i służbę konsularną, a król był reprezentowany przez namiestnika. Norwegia zachowała swą konstytucję, parlament (Storting), armię oraz mianowany przez króla rząd. W XIX wieku nastąpił rozwój demograficzny i ekonomiczny. Liczba ludności wzrosła trzykrotnie, a flota handlowa zajmowała 3. miejsce pod względem liczebności na świecie. W 1884 wprowadzono odpowiedzialność rządu przed parlamentem. Powstały także pierwsze partie polityczne. W 1898 wprowadzono powszechne prawo wyborcze, a w 1913 przyznano je również kobietom.

## Początek XX w.
W 1905 rozwiązano unię personalną, a królem Norwegii został książę duński Karol, który przybrał imię Håkona VII. Podczas I wojny światowej Norwegia została neutralna. W 1920 Norwegia wstąpiła do Ligi Narodów. W tym samym roku w traktacie wersalskim uznano jej zwierzchność nad Svalbardem. W 1930 roku do terytorium włączono wyspę Jan Mayen. W połowie lat 20. i w latach 30. nastąpił wzrost wpływów socjaldemokratów, którzy w 1936 roku wygrali wybory parlamentarne. Prowadzili oni politykę interwencjonizmu państwowego, przeprowadzili reformę prawodawstwa pracy i rozbudowali system świadczeń socjalnych. Do 9 kwietnia 1940 roku Norwegia pozostawała neutralna.

## II wojna światowa

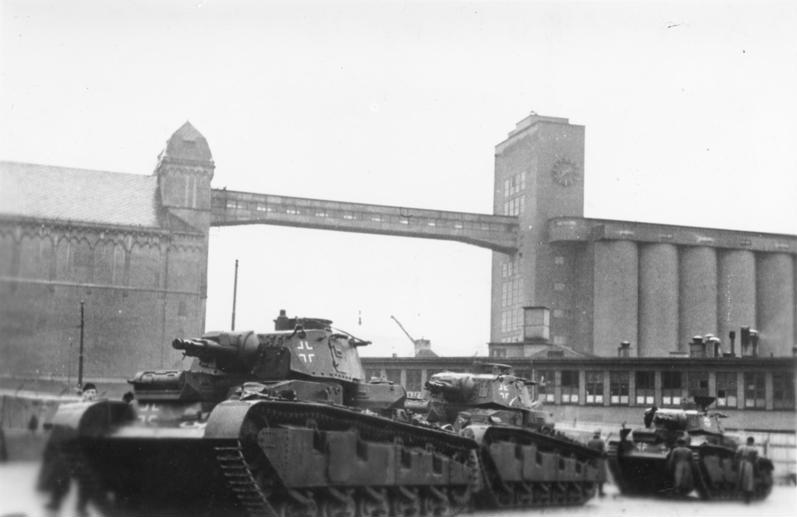
Niemieckie czołgi na ulicach Oslo, 1940

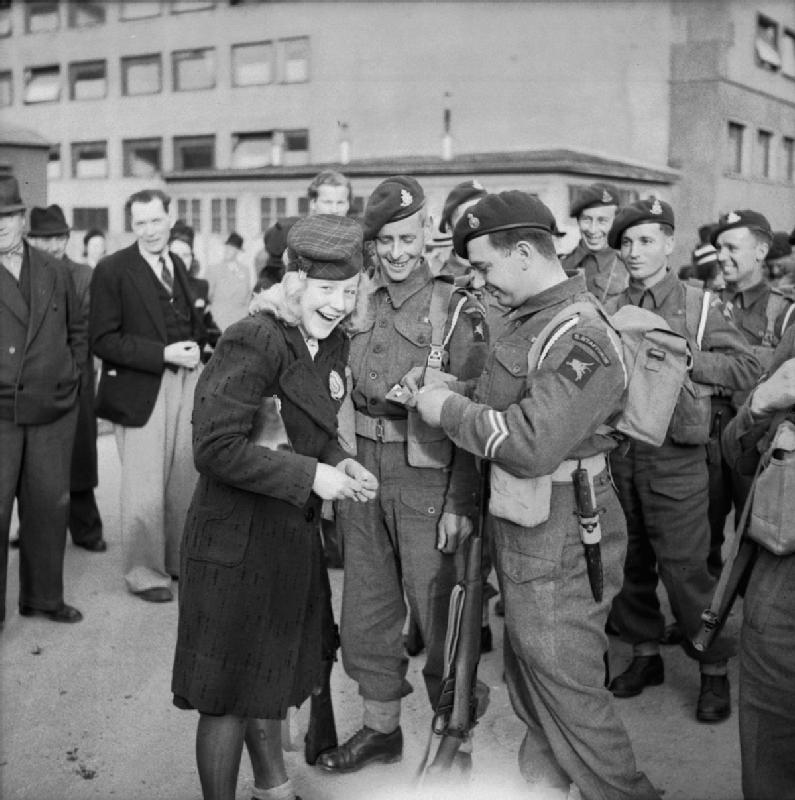
Wyzwolenie Norwegii, 1945

Pod pretekstem brytyjskich naruszeń neutralności Norwegii, niemiecka III Rzesza 9 kwietnia 1940 roku dokonała inwazji na Norwegię, spotykając się ze słabo zorganizowanym oporem i zajmując szybko większość kraju. Premierem kolaboracyjnego rządu został Vidkun Quisling, natomiast król Norwegii Haakon VII odmówił złożenia broni i wraz z rządem udał się na emigrację do Wielkiej Brytanii. W Norwegii wylądowały sojusznicze siły brytyjskie, francuskie i polskie, odnosząc pewne sukcesy (bitwa o Narwik), lecz w związku z niekorzystnym przebiegiem kampanii francuskiej, do 10 czerwca oddziały te zostały ewakuowane i cała Norwegia znalazła się pod okupacją. Stanowiła następnie istotną bazę dla lotnictwa niemieckiego i marynarki, zagrażającym głównie konwojom do ZSRR. Stacjonowały tam też do końca wojny znaczne siły niemieckie, w obawie przed inwazją. W kraju działał ruch oporu – Front Krajowy i jego organizacja wojskowa Milorg. W Wielkiej Brytanii działał rząd na emigracji i siły zbrojne po stronie alianckiej (głównie marynarka wojenna i lotnictwo). Norwegia była też obszarem brytyjskich operacji sił specjalnych oraz rajdów komandosów na wybrzeże (np. operacja Claymore, operacja Anklet, bitwa o ciężką wodę). Pod koniec 1944 Armia Czerwona wyparła Niemców z Finnmarku (operacja petsamsko-kirkeneska), a 8 maja 1945 III Rzesza skapitulowała przed aliantami, po czym wojska niemieckie w pozostałej części Norwegii zostały rozbrojone przez Brytyjczyków i Norwegów (operacja Doomsday).

## Od 1945
W 1945 Norwegia została członkiem ONZ. W 1947 roku przyjęła pomoc gospodarczą w ramach Planu Marshalla, a w 1949 roku przystąpiła do NATO. Kontynuowano politykę współpracy z państwami regionu. W 1952 roku Norwegia przystąpiła do Rady Nordyckiej, a w 1960 do EFT-y. Po wojnie układ sił w parlamencie nie uległ zmianie. Najsilniejszą pozycję zachowali socjaldemokraci realizujący ideę państwa dobrobytu. W latach 70. odkryto złoża ropy naftowej i gazu ziemnego na Morzu Północnym, co przyczyniło się do zbudowania potęgi gospodarczej.
Norwegowie dwukrotnie w referendum w 1972 i referendum w 1994 roku sprzeciwili się przystąpieniu do Unii Europejskiej. Za akcesją opowiadał się socjaldemokratyczny rząd (Norweska Partia Pracy) premier Gro Harlem Brundtland i mimo podjętych w 1993 rokowań z UE, rok później 52,2% głosujących sprzeciwiło się wejściu do UE. Wpłynęły na to względy ekonomiczne i kulturowe. W latach 1997–2000 i 2001–2005 rządziła koalicja partii centroprawicowych chadeka Kjella Magne Bondevika. W 2000 rząd się rozpadł na skutek sporu o elektrownię gazową. Nowy gabinet sformowali socjaldemokraci z Jensem Stoltenbergiem. Rząd ten istniał zaledwie półtora roku. W 2001 do władzy wróciła Partia Pracy. W 2001 Norwegia podpisała Układ z Schengen o zniesieniu kontroli granicznych. Rząd poparł interwencję w Iraku, gdzie wysłano 200-osobowy kontyngent. Niezadowolone z rządów społeczeństwo w 2005 wybrało ponownie socjaldemokratów.
Od tego czasu premierem Norwegii był przewodniczący Norweskiej Partii Pracy Jens Stoltenberg, który po raz pierwszy musiał stworzyć koalicyjny rząd, gdyż do tego momentu socjaldemokraci zawsze rządzili samodzielnie. Koalicję rządową utworzyły trzy partie: Norweska Partia Pracy, Norweska Partia Centrum oraz Socjalistyczna Partia Lewicy. Świadczyło to o przemianach na norweskiej scenie politycznej. W 2006 wycofano norweskich żołnierzy z Iraku, jednak pozostawiono kontyngent w Afganistanie. Socjaldemokraci wstrzymali prywatyzacje strategicznych przedsiębiorstw. Szczególne miejsce w polityce międzynarodowej zajmowały stosunki z Rosją, występował bowiem spór o wody na Morzu Barentsa z pokładami gazu ziemnego. Rosja zaproponowała wspólną jurysdykcję tego obszaru, na co Norwegowie się nie zgodzili.
W 2009 wybory ponownie wygrali socjaldemokraci. Dzięki uzyskaniu większości parlamentarnej, rząd Stoltenberga został pierwszym norweskim gabinetem od 1969, który zdołał wywalczyć w wyborach reelekcję. 22 lipca 2011 miała miejsce największa tragedia w Norwegii od czasu II wojny światowej. Skrajnie prawicowy fundamentalista Anders Breivik podłożył bombę w Oslo oraz dokonał masakry na wyspie Utøya.
Wybory we wrześniu 2013 zakończyły 8 lat rządów Partii Pracy. Koalicja Partii Konserwatywnej oraz Partii Postępu została wybrana dzięki obietnicom zmniejszenia podatków, zwiększenia wydatków na infrastrukturę i edukację oraz lepszego kontrolowania imigracji. Zmiana ta była możliwa również dzięki dobrej sytuacji ekonomicznej Norwegii oraz niskiemu bezrobociu. Centro-prawicowa polityk, Erna Solberg, stworzyła nowy rząd po tym, jak dotychczasowy premier z ramienia Partii Pracy, Jens Stoltenberg uznał swoją porażkę. Solberg powiedziała, że wybranie jej partii było „historycznym zwycięstwem partii prawicowych”.
W 2017 koalicja konserwatywna również otrzymała od wyborców największe poparcie i zachowała władzę. I choć pojedynczo to Parta Pracy uzyskała największą liczbę mandatów (chociaż to i tak najgorszy wynik od 16 lat), nie zdołałaby samodzielnie stworzyć rządu. „Otrzymaliśmy poparcie na kolejne cztery lata” - powiedziała premier i szefowa Partii Konserwatywnej Erna Solberg.